# (37008) 2000 TB38
2000 TB38 (asteroide 37008) é um asteroide da cintura principal. Possui uma excentricidade de 0.09855030 e uma inclinação de 13.69389º.
Este asteroide foi descoberto no dia 1 de outubro de 2000 por LINEAR em Socorro.